# ピンクなきみにブルーなぼく
『ピンクなきみにブルーなぼく』は、惣領冬実による日本の漫画作品。

## 概要
作者のデビュー初期の作品。週刊誌での連載だった『おなじくらい愛』との同時連載だった。
新任教諭・糸井元春が主人公の『糸井センセシリーズ』の短編、『愛して糸井センセ』が「ちゃお」（小学館）1984年1月号に『いとしの糸井センセ』が4月号・5月号に掲載。
同年9月号からその4年後を舞台にして、高校生のなずなと一伍の恋愛を描いた『ピンクなきみにブルーなぼく』が掲載され長期シリーズとなり1988年1月号まで連載されていた。「ちゃおマイラブ」1985年盛夏号に番外編の『桃色どどんぱ娘』を掲載。
『糸井センセシリーズ』はギャグ漫画で、作品中に担当編集者に突っ込みを入れられ言い訳をする作者のコマがあるなど、現在とかけ離れた作風が窺える。作者本人は、この作品を「本当に楽しく描いた」と語っている（本人HPより）。
本編はメルヘンタッチのほのぼのラブストーリー。なずなの頭身は連載が進むと同時に縮んでいき二等親マスコットキャラ的な小さくて丸っこい絵柄となっていった。他キャラの絵柄もなずなほどではないが初期とは変わっている。
この作品はほとんどの登場人物の名前に野菜や果物など植物の名前が使われている。また『糸井センセシリーズ』の弥生・けい子・夏美の名前は作者の友人から拝借された。

## 登場人物

### 主要人物
野々原 なずな（ののはら なずな）
聖カリスマ女学園に通う高校1年生の生徒。純真で天然ボケの女の子。街で迷子になったところを一伍に助けられ好きになる。
稲刈 一伍（いねかり いちご）
私立畜産農業高校に通う高校1年生の生徒。何よりも農業を愛する真面目な少年。手際もよく野菜作りにおいては1年生の中でもトップの成績。

### 聖カリスマ女学園
糸井 元春（いとい もとはる）
九州出身。数学教師。なずなの従兄で担任。
『糸井センセシリーズ』では新任1年目にして担任を任され、3人の問題児に悩まされ、女生徒恐怖症でノイローゼになる。
木ノ元 ぐみ（きのもと ぐみ）
なずなの親友。農業高校の玄米と付き合うようになる。
くるみ
なずなの親友。
貝割 桔梗（かいわれ ききょう）／キャロット
アメリカ人の母と日本人の父を持つハーフ。一伍に一目惚れする。
法連寺 草子（ほうれんじ そうこ）
テニス部のエースで、通称・白鳥夫人。トウシューズを履いて、チュチュを着てテニスをする。
ヤクボ
聖カリスマ女学園の校長。冗談好きで、夏には蝉の真似をして木に登ったりする。冗談を分かってもらえないと拗ねる。
梅実 桃子（うめざね ももこ）
家庭科の美人教師。その美貌で元春に迫るが、元春がなずなを好きだと分かってからは人が変わってしまう。
森田（もりた）
教師の一人。
福留（ふくとめ）
教師の一人。内気で人見知りが激しい。

### 農業高校
玄米（げんまい）
サングラスをかけた生徒。愛車は耕運機。一伍をライバル視する。
麦踏（むぎふみ）
軽い男で、なずなをディスコにナンパする。
宝図 薫（たからず かおる）
農業高校の校長。巻き髪が自慢。フリルのブラウスを着ているが、下はもんぺをはいている。農業をこよなく愛する。

### 糸井センセシリーズ
大根 弥生（おおね やよい）
元春が初めて受け持ったクラスの生徒一人。分厚い眼鏡をかけうなじは刈り上げている。男に免疫がなく、元春に肩を叩かれただけで失神してしまった。
白菜 けい子（しらさい けいこ）
元春が初めて受け持ったクラスの生徒一人。根暗で明るい場所さえも苦手。
南瓜 レイ子（みなみうり れいこ）
元春が初めて受け持ったクラスの生徒の一人。資産家の娘。キラキラの目に縦ロール、登場時は花を背負う。
米茄子 夏美（べいなす なつみ）
元春と見合いをした女の子。元春は小さい頃、夏美にひどい目に遭わされた。容姿はおたべ人形に似ている。

## 書誌情報
- ピンクなきみにブルーなぼく（フラワーコミックス）1985年 - 1988年、全8巻
- ピンクなきみにブルーなぼく（フラワーコミックスワイド版）1933年、全4巻
- ピンクなきみにブルーなぼく（小学館文庫）2002年、全4巻